# Wesołów (Łużna)
Wesołów – część wsi Łużna w Polsce, położona w województwie małopolskim, w powiecie gorlickim, w gminie Łużna.
W latach 1975–1998 Wesołów administracyjnie należał do województwa nowosądeckiego.